# Amruthi, Pandavapura
Amruthi là một làng thuộc tehsil Pandavapura, huyện Mandya, bang Karnataka, Ấn Độ.